# Paul Rée

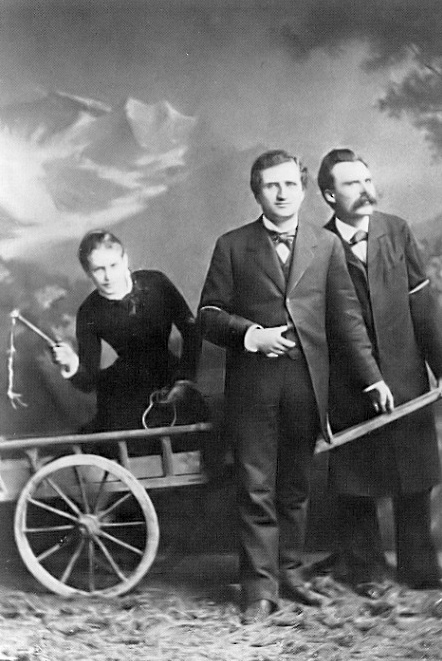
Lou Salomé, Rée (w środku) i Nietzsche

Paul Rée (ur. 21 listopada 1849 w Bartelshagen, zm. 28 października 1901 w Celerina/Schlarigna w Szwajcarii) – niemiecki filozof, zwolennik skrajnego empiryzmu.

## Życiorys
Rée był drugim synem bogatego pruskiego ziemianina o żydowskich korzeniach. Zgodnie z życzeniem ojca studiował w Lipsku, Berlinie i Zürichu prawo, by później zająć się filozofią.
Jako ochotnik brał udział w wojnie francusko-pruskiej, a po jej zakończeniu studiował filozofię na uniwersytecie w Halle.
W 1873 roku spotkał się w Bazylei z Friedrichem Nietzschem i wkrótce stali się przyjaciółmi. Spotkało się to z nieprzychylnym odbiorem ze strony antysemicko nastawionych przyjaciół Nietzschego, zwłaszcza z otoczenia Wagnera. Dwa lata później opublikował zbiór aforyzmów zatytułowany Obserwacje psychologiczne i doktoryzował się na podstawie pracy z filozofii Arystotelesa. Jego rozprawa habilitacyjna została w 1877 roku odrzucona, jednak w tym samym roku Rée opublikował książkę O pochodzeniu uczuć moralnych, zainspirowaną poglądami brytyjskich empirystów i teorią Darwina. Nietzsche, nieco na wyrost, określił tę pracę jako punkt przełomowy w dziejach etyki, później jednak skrytykował podejście Rée w Genealogii moralności, określając je jako naiwne i uproszczone.
W 1882 roku Rée spotkał w Rzymie Lou Andreas-Salomé, w której się zakochał. Rée, Lou i Nietzsche mieszkali jakiś czas razem, gdy jednak Nietzsche poprosił Rée o pośrednictwo w prośbie o rękę Lou, w listopadzie 1882 roku doszło do rozpadu ich związku, a Lou uciekła z Rée do Berlina. Ich nieformalny związek trwał z różną intensywnością do 1887 roku. W międzyczasie, w 1885 roku, Rée wydał Iluzję wolnej woli, w której uzasadniał, że zarówno w filozofii, jak i w praktyce doktryna o wolnej woli i odpowiedzialności człowieka za czyny jest niepotrzebnym balastem, bez którego można się obejść. W tym samym roku rozpoczął studia medyczne, które ukończył pięć lat później. Nabytą wiedzę wykorzystywał lecząc robotników rolnych pracujących w majątku brata w Zdbowie na Pomorzu Zachodnim.
W 1900 roku Rée wyjechał do miejscowości Celerina w Szwajcarii, gdzie pracował jako lekarz. 28 października 1901 roku zginął w wypadku w dolinie Innu, choć są podejrzenia, że mogło to być samobójstwo.